# Lager

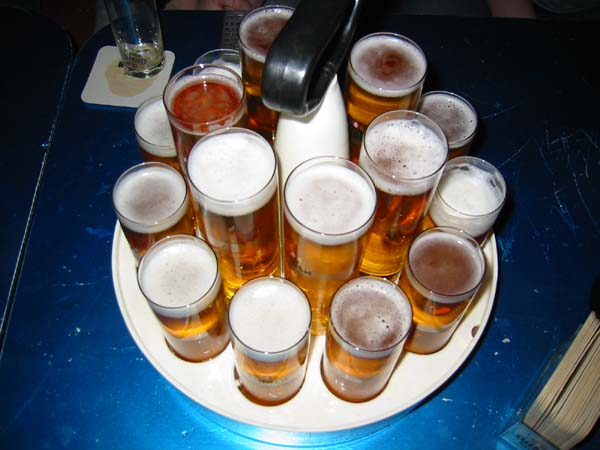

Lager (lido láguer) é um tipo de cerveja fermentada e armazenada em baixas temperaturas. A fermentação desse tipo de cerveja é feita pela levedura Saccharomyces pastorianus e ocorre em temperaturas baixas, que ficam entre 5°C - 14°C. Essa levedura é chamada de levedura de baixa fermentação.  Atualmente representa 90% do consumo mundial de cerveja. Juntamente com as Ale e as Lambic, Lager é uma das três grandes famílias de cervejas, esta inclui diversos subtipos, como por exemplo, Pale lager, Dark lager e Bock.
As cervejas de tipo lager são diferenciadas das cervejas de tipo ale pelo fermento usado durante o seu processo de fabricação. O fermento utilizado nas lagers inicia a fermentação em temperaturas mais baixas (7 - 12 °C), o que faz com que ele se acumule no fundo do tanque de fermentação. Já as cervejas ale utilizam um tipo de fermento que inicia o processo de fermentação a temperaturas mais elevadas (15 - 24 °C) levando-o a se acumular no topo do tanque de fermentação. São essas diferenças que fazem com que as cervejas de tipo ale sejam conhecidas como cervejas de "alta fermentação" e as lager como de "baixa fermentação".
Como a definição moderna do termo lager se relaciona apenas com o método de fermentação utilizado, as cervejas lager possuem características extremamente variadas. Tradicionalmente, no entanto, a lager padrão é uma cerveja de coloração clara, normalmente representada pelas Pale Lager ou pelas Pilsener. Este tipo de lager normalmente possui um sabor levemente amargo, sendo recomendado que sejam servidas geladas. As cervejas tipo lager possuem um sabor bastante simplificado quando comparadas com as ale que, em geral, possuem um sabor mais frutado. Isso é decorrente do fato das baixas temperaturas necessárias para a fabricação das lager fazerem com que a levedura produza menos éster e fenol, compostos químicos e orgânicos associados aos sabores mais frutados.

## História

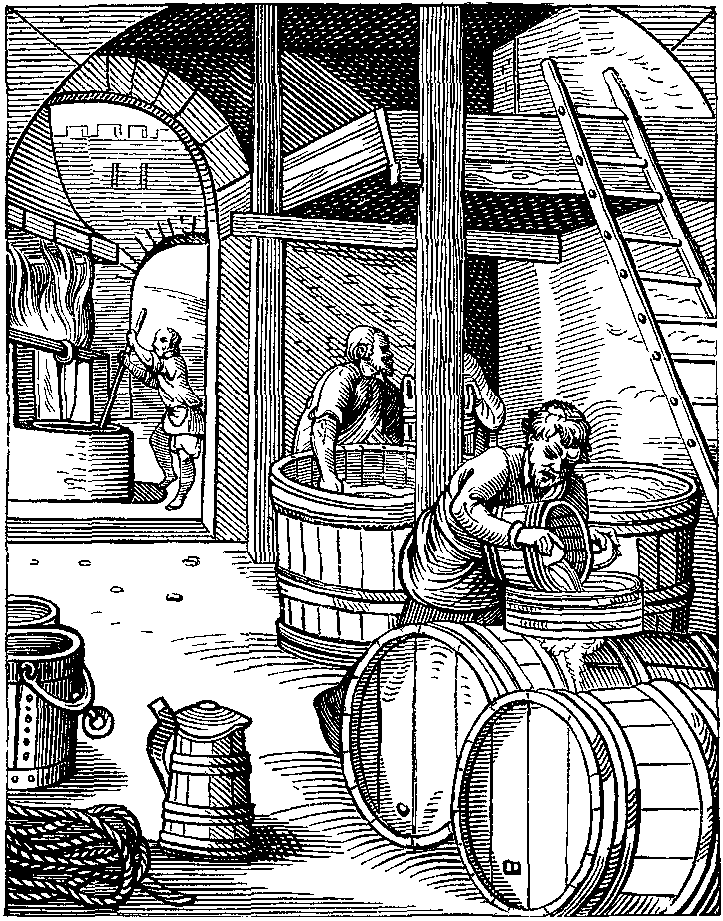
Uma cervejaria do século XVI

Até o século XVI, todas as cervejas consumidas no mundo eram de tipo ale. Até esse período, a cerveja era tradicionalmente fermentada com leveduras selvagens, presentes na atmosfera, e que produzem naturalmente álcool a partir do momento em que entram em contato com o açúcar. Quando o mosto da cerveja é fermentado num recipiente aberto ocorre um aquecimento que leva à produção de espuma na superfície, espuma esta que tende a transbordar. Ao recolher esta espuma, composta por milhões de células de levedura, e adicioná-la a novos barris de mosto de cerveja os mestres-cervejeiros medievais aprenderam a alcançar um processo mais consistente de fabricação da cerveja. 
Este tipo de "fermentação alta" e natural é utilizado até hoje na produção das cervejas belgas de tipo Lambic. No entanto, durante o verão a atmosfera se encontra tão inundada de fermentos selvagens que esta forma natural de produção da cerveja se torna incontrolável, tendo como resultado uma cerveja inconsistente. Para evitar esta situação os mestres-cervejeiros realizavam uma última fermentação de cerveja na primavera: a cerveja era então armazenada em porões gelados para maturarem durante o verão, reiniciando o processo de fabricação da cerveja no outono. Os mestres cervejeiros da Baviera, que armazenavam suas cervejas em cavernas congeladas nos Alpes, notaram que o gelo fazia com que o fermento se acumulasse no fundo do tanque de fermentação, produzindo uma cerveja de coloração mais clara, transparente e harmonizada, a partir de então surgiram as cervejas lager. Ao processo pelo qual a cerveja era maturada em temperaturas baixas (comumente em caves, cavernas ou adegas) por longos períodos de tempo é dado nome "Lagering".
Em 1953, o neozelandês Morton Coutts desenvolveu um novo método de fermentação que permitiu a aceleração do processo de produção das cervejas lager, embora também tenha produzido uma redução no desenvolvimento de seu sabor. Esta inovação permitiu uma massificação da produção de cervejas lager numa velocidade que as tornaram mais competitivas no mercado mundial em relação às ale: rapidamente as lager se tornaram o estilo mais popular na maior parte do mundo industrializado. No Brasil mais de 90% do mercado das cervejas é dominado pelas lager de estilo American Lager.